# Sphinx canadensis
Sphinx canadensis là một thành viên bướm đêm thuộc họ Sphingidae phân bố ở tây bắc Hoa Kỳ và đến phía bắc tận Newfoundland và Labrador, Canada.
Sải cánh con trưởng thành từ 70–85 mm. Nó thường bị nhầm lẫn với Hermit Sphinx (Sphinx eremitus) nhưng không giống như S. eremitus nó không có đốm trắng. Cánh trước loài này màu nâu xám bị chặn ngang bởi các đường kẻ trắng dọc rìa ngoài. Cánh sau có các dải đen trắng.
Trước đây người ta cho rằng ấu trùng loài này ăn White Ash (Fraxinus americana) và Blueberry (Vaccinium), nhưng quan sát gần đây cho rằn ấu trùng chỉ ăn cây Black Ash (Fraxinus nigra) mọc ở rìa đầm lầy.

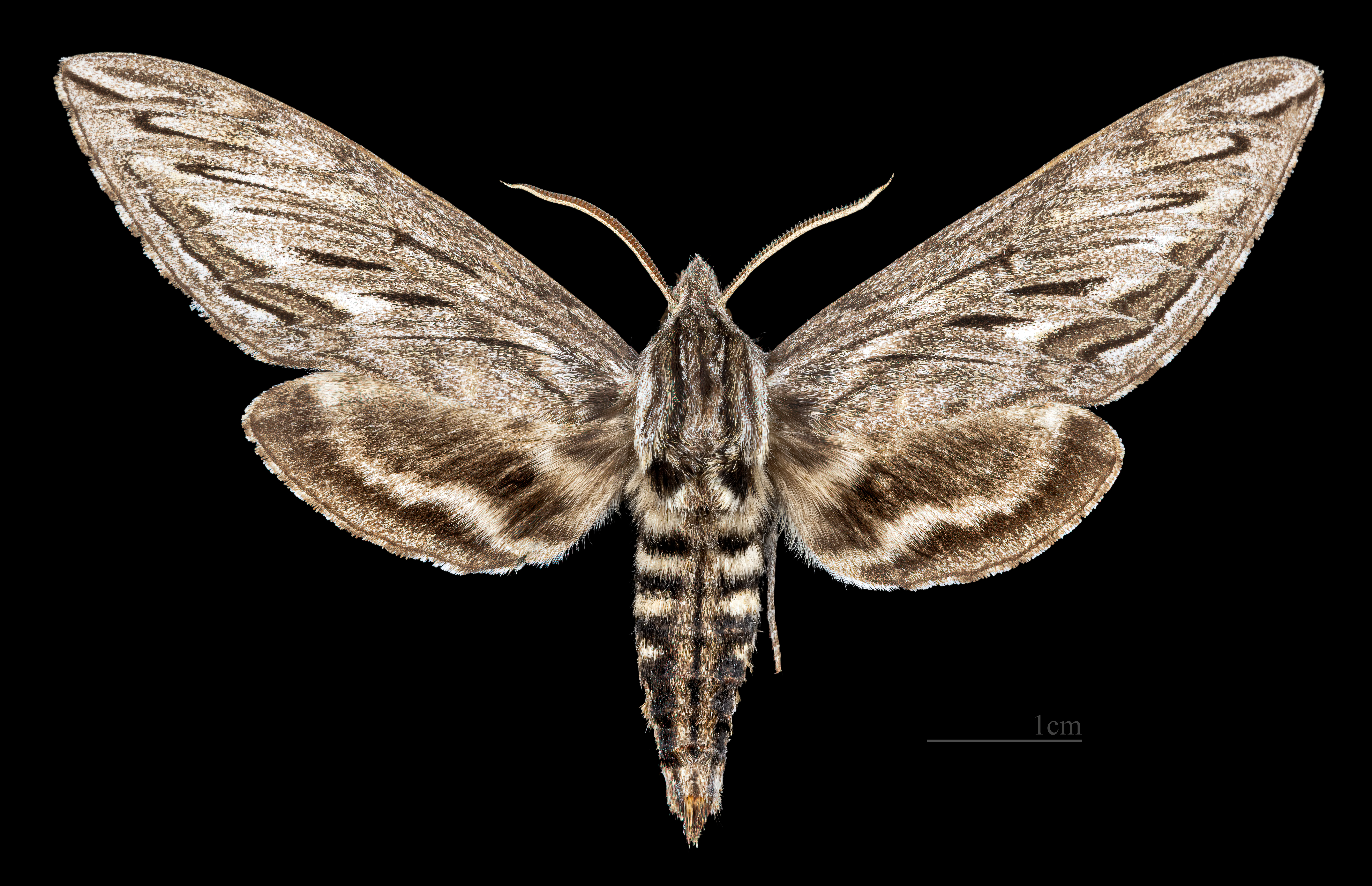
Sphinx canadensis ♂
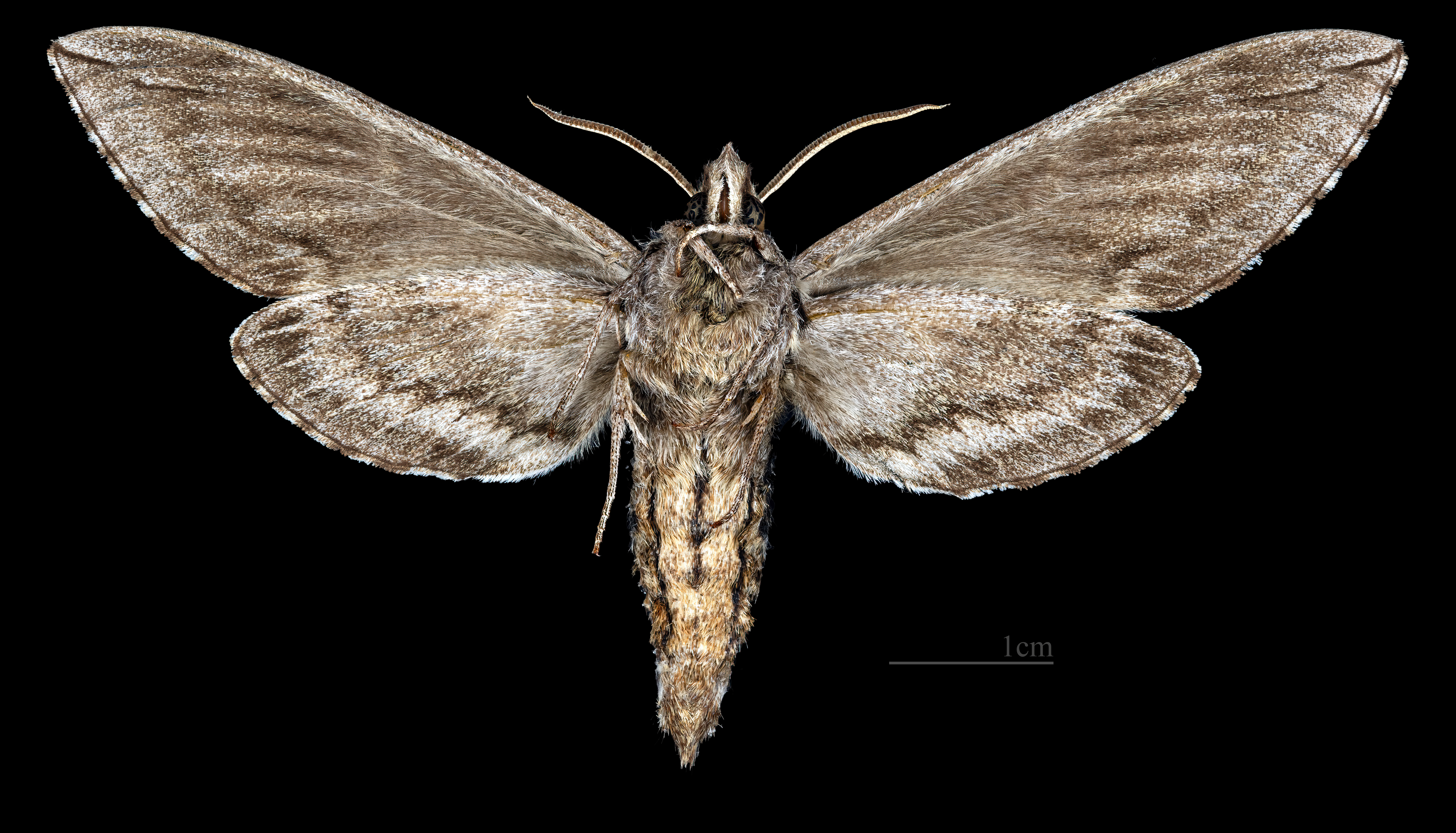
Sphinx canadensis ♂ △